# Tropická bouře Barry (2001)
Tropická bouře Barry byla silná tropická bouře, která udeřila na severovýchodě Floridy v průběhu srpna 2001. Byla to třetí bouře a druhá pojmenovaná bouře sezóny. Barry se vyvinul z tropické vlny, která se vytvořila 24. července u pobřeží Afriky. Tato vlna se 29. 7. dostala do Karibského moře, kde utvořila velkou tlakovou níži, která se podílela na tvorbě tropické bouře Barry. Nejvyšší rychlost byla 110 km/h. Bouře se pak stěhovala na sever a narazila na pobřeží Alabamy a Floridy. 7. srpna se rozplynula.
Na rozdíl od tropické bouře Allison, která zničila Texas a další státy v červnu 2001, byla tato tropická bouře mírná. I tak došlo k celkem 9 úmrtím: 6 z Kuby, 3 z Floridy. Bouři doprovázely silné deště. Nejvíce napršelo ve městě Tallahassee – 230 mm. Zde pak větry dosahovaly v nárazech až 127 km/h. Zbytky bouře pak přešly přes USA. Tropická bouře napáchala škody v hodnotě 30 milionů amerických dolarů.

## Průběh bouře
24. července byla zpozorována tropická vlna, která se přesouvala na západ přes Atlantský oceán. K podezření na cyklón došlo 28. července. Jako tropická porucha se 1. srpna dostala nad Karibské moře. Silné srážky se vyskytly na jihu Floridy a západě Kuby. Ten samý den se vytvořila velká tlaková níže, a to poblíž souostroví Dry Tortugas a ta postupovala dál na severozápad. 2. srpna, a to v 18:00, se z této níže stala tropická bouře, která byla pojmenována Barry. Později se zjistilo, že o 6 hodin dříve už byla z níže tropická deprese. Existuje i domněnka, že v době rozhodnutí, že jde o tropickou bouři ještě bouře neměla vlastnosti tropické bouře, ale právě tropické deprese.
Když se stal Barry tropickou bouří, proudění se do poloviny obtočilo kolem oka. „Odtok“ vzduchu z východního půlkruhu bouře byl dobrý, i když v důsledku vyššího střihu větru na jihovýchodě byl tento odtok omezen. 3. srpna bouře zeslábla a stočila se na jihozápad. Poté se jako deprese opět stočila na severovýchod.
4. srpna v 18:00 větry zesílily a opět se jednalo o tropickou bouři. Nejvyšší rychlost větru byla zaznamenána 5. srpna v 18:00 – 110 km/h. Těsně před hranicí síly hurikánu. 6. srpna v 5:00 se bouře dostala na pobřeží. Město Santa Rosa Beach na Floridě zasáhla bouře nejdříve. Větry zde dosahovaly rychlosti až 110 km/h. Když se bouře dostala do vnitrozemí, rychle zeslábla a stala se z ní tropická deprese. 6. srpna večer se větry u oka bouře pohybovaly kolem rychlosti 8 km/h. Jako deprese se Barry stočil na severozápad. Zbytky bouře ještě 7. srpna zasáhly město Memphis v Tennessee a 8. srpna se bouře definitivně rozptýlila nad Missouri.

## Přípravy na bouři
Národní hurikánové centrum vydalo varování před tropickou bouří mnoha krajům u pobřeží Mexického zálivu. Poté bylo varování upraveno a varovalo před silnými větry a srážkami na úrovni hurikánu. Vzhledem k tomu, že ale k zesílení tropické bouře na hurikán nedošlo, krátce před úderem na pobřeží bylo varování opět změněno na původní. Varování se týkalo též států Louisiana a Mississippi. Varování pro tyto státy bylo zrušeno.
Jakmile se Barry přiblížil k tzv. Florida Panhandle, dobrovolné evakuace byly vyhlášeny v 8 krajích. Kryty se ale otevřely pouze v 6 krajích. V některých částech Franklin County byly nařízeny povinné evakuace. 40 nákladních letadel a 300 zaměstnanců z Hurlburt Field bylo přemístěno do Little Rocku. Kvůli bouři též musel být odložen let raketoplánu, který měl startovat z jižní Floridy. Bylo samozřejmě evakuováno mnoho pracovníků ropných plošin. V Pro Player Stadium v Miami bylo také zrušeno vystoupení 'N Sync, kvůli hrozbě bouře.

## Následky

### Kuba a Florida
Na Floridě bouře zabila 3 lidi. Celkové škody se vyšplhaly na 30 000 000 amerických dolarů. Na jižní Floridě spadlo 75 až 200 mm srážek. Někde ovšem až 330 mm. Déšť sice pomohl zmírnit přetrvávající sucho, které zde panovalo, ale např. v Martin County způsobil záplavy. 2. srpna bylo zničeno na 300 domů. Dalších 63 domů a 6 mobilních domů bylo též silně poničeno. V Treasure Coast pak prý plaval zaplavenými ulicemi sumec.
Na Florida Panhandle napršelo 5. srpna 125 až 225 mm srážek. V Tallahassee pak napršelo až 230 mm srážek, neoficiální zprávy pak udávají 175 mm. K záplavám došlo hlavně v Leon County a v Apalachicola National Forest, tam ale voda stékala do jezer Cascade Lakes, Lake Bradford a Munson Slough. Hladina Munson Slough vzrostla na nejvyšší úroveň od roku 1994. V okolí Tallahassee kvůli záplavám na silnici uvízlo 100 aut a kvůli stoupající hladině byli evakuováni 4 obyvatelé bytového komplexu na Allen Road. Ojediněle se záplavy vyskytly i ve Franklin County a Wakulla County. Kvůli nehodě v Jackson County zemřel jeden člověk.
Nárazy větru dosahovaly rychlosti 127 km/h. Mnoho stromů se zřítilo a lehce bylo poničeno několik staveb.

### Ostatní území
V Alabamě pak spadlo 116 mm srážek, a to ve městě Evergreen. Ve zdejší oblasti pěstování arašídů pak spadlo asi 50 mm srážek a to pomohlo zmírnit sucho, které zde panovalo. Silné srážky pak spadly i v oblasti města Birmingham.